# Rio Bârzava (Mureș)
O Rio Bârzava é um rio da Romênia afluente do Rio Mureş, localizado no distrito de Arad.